# Щель-Озеро
Щель-Озеро — озеро в Таймырском Долгано-Ненецком районе Красноярского края, Россия. Находится на полуострове Таймыр, в предгорьях Бырранга.
Площадь — 2,52 км². Площадь водосбора — 61,7 км².
Озеро расположено в ущелье и вытянуто с северо-запада на юго-восток. Высота водной поверхности — 116 метров. На северо-западе в водоём впадает ручей Валунный, а на юго-востоке вытекает короткая протока, слева впадающая в реку Левли (приток Большой Боотанкаги).
Над западным берегом озера возвышается гора в 564 метра. Восточнее, за горой, расположено ещё одно озеро — Горное.
Код в Государственном водном реестре — 17030000111116100024915.